# Philodromus hiulcus
Philodromus hiulcus este o specie de păianjeni din genul Philodromus, familia Philodromidae. A fost descrisă pentru prima dată de Pavesi, 1883. Conform Catalogue of Life specia Philodromus hiulcus nu are subspecii cunoscute.